# كاتي لونش
كاتي لونش (بالإنجليزية: Katie Lynch)‏ هي لاعبة كرة قدم أسترالية، ولدت في 2000. لعبت مع نادي كولينغوود لكرة القدم.

## روابط خارجية
- كاتي لونش على موقع AustralianFootball.com (الإنجليزية)